# Radio Mitre Córdoba

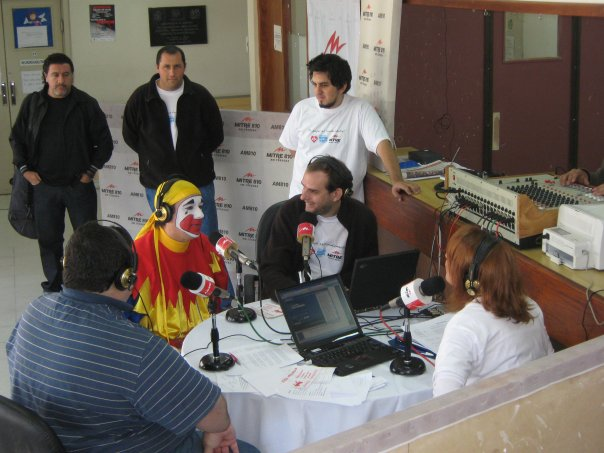
Radio Mitre junto a una entrevista con Piñón Fijo en la campaña solidaria "Maratón del papel" transmitiendo desde el Hospital Materno Infantil de Alta Córdoba.

Mitre 810, actualmente conocida por su nombre comercial Radio Mitre Córdoba, es una emisora de radio argentina afiliada a Radio Mitre AM 790 que transmite en el 810 kHz de AM desde la Ciudad de Córdoba. Es una emisora del Grupo Clarín, y cuenta con periodistas en la provincia de Córdoba. Nace en 2006, con una cobertura que comprendía gran parte de la provincia y parte de la provincia de Santa Fe. Actualmente tiene cobertura en el interior del país a través de emisoras por FM.
En sus comienzos no contaba con programación ciento por ciento local, ya que compartía las transmisiones deportivas de fin de semana emitidas desde Buenos Aires, así como también la tira deportiva Mitre Fútbol Club, emitida de lunes a viernes en LR6 Radio Mitre. 
Fue recién el 11 de agosto de 2008, con la puesta al aire de la primera tira deportiva local, denominada Todos a la cancha que Mitre 810 contaba con producción cien por ciento cordobesa durante la semana. No así los fines de semana, donde las transmisiones deportivas eran las de Mitre Fútbol Club retransmitidas desde LR6 Radio Mitre.

## Historia

### Los primeros días
La emisora comenzó emitiendo programación musical en junio de 2006, y fue el 3 de julio de 2006 que dio lugar a su informativo Mitre Informa Primero. Con el mismo estilo que LR6 Radio Mitre en Buenos Aires, Mitre 810, en su primer boletín informativo de las 6:30 (hora local ART) destacaba, entre otras noticias referidas al ámbito deportivo, la puesta al aire o inicio de emisiones de su boletín informativo local, denominado Mitre Informa Primero: "un nuevo informativo hecho por gente de Córdoba y para Córdoba".. Cada media hora se pasaba de la música a las noticias, y de éstas a la música, sin tener todavía algún programa en vivo.
El lunes 17 de julio del mismo año se incorporaría Jorge "Petete" Martínez con su programa Aquí Petete, quien había sido presentador de noticias en Canal 10. El 24 de julio el programa de Rebeca Bortoletto Seguí con Rebeca llegaría para cubrir la segunda mañana. Bortoletto había trabajado en «Desayuno de Juntos» junto a Mario Pereyra en Cadena 3, y también condujo las mañanas de Cadena Heat (ex Radio Córdoba), que en ese entonces -y por su frecuencia en el dial de FM- se la conocía popularmente como La 100.5.
El programa de Martínez durante su primera etapa contaría con el apoyo periodístico de Ernesto Tenembaum; lo mismo haría Marcelo Zlotogwiazda, columnista del programa de Bortoletto, ambos desde Mansilla 2668 en Buenos Aires, en el edificio porteño de Radio Mitre.

### 2007
En 2007 la radio logra ser difundida por un nuevo medio, la internet, a través de la creación de su página web, pudiendo difundir así el aire de la AM.
El 15 de abril de 2008 la emisora lanza su red satelital denominada Mitre 810 Net con la cual la radio logra ser difundida en varias localidades de la provincia mediante enlaces satelitales que permitían retransmitirla por frecuencia modulada en estaciones locales. 
Ese mismo año, y como cuarta vía de transmisión, en la ciudad de Córdoba se realizaría un dúplex (semidúplex) con la FM 97.9, frecuencia donde anteriormente salía Radio 10 Córdoba. Fue hasta el 18 de febrero de 2013 que en la Capital la FM 97.9 retransmitió la AM, como así también algunos programas de Mitre Buenos Aires. Años después, la FM 97.9 retomaría la retransmisión (ver Retransmisión por FM: 97.9 Córdoba).

### 2008-2009
Juan Alberto Mateyko llega a Mitre en la temporada verano 2008 con un programa de verano durante algo más de un mes, de lunes a sábados de 19:00 a 21:00, denominado La Movida del Verano, tal como acostumbraba hacer en televisión. Es en agosto de 2008 que quedaba contratado para conducir un magazín a la tarde, La Movida de la Tarde, de 14:00 a 18:00. Como coconductora estaría Flavia Irós. 
En 2009 se incorpora Mariano Montali a la mañana de «Seguí con Rebeca», como columnista de espectáculos. Si bien en un comienzo su rol era el de columnista, pasaría luego a coconducir el programa y realizar algunos reemplazos en caso de ausencia de Bortoletto en la conducción. Su participación en el programa culminaría el mes de mayo de 2010, y pasaría a conducir un programa nocturno en 2011.

### 2010
Con nuevas modificaciones en la programación entre el 1 de marzo de 2010 y los primeros días de abril Mitre cambiaba su eslogan, incorporando a Gerardo López (en ese entonces conductor del noticiero Teleocho Noticias del Canal 8 de Telefe) como columnista de «La movida» y a José Luis Marchini en «Todos a la cancha». De igual modo quedó contratado Federico Tolchinsky (conductor de Arriba Córdoba por Canal 12) para realizar un programa periodístico vespertino.
El 9 de mayo de 2010 se incorpora Eduardo Gesumaría "Sprinter" en el horario de domingo de 12 a 13, y el lunes 31 de mayo de 2010 Alejandra Bellini (por entonces columnista de Arriba Córdoba en Canal 12) como coconductora de Estamos de Vuelta.

### 2011
El 26 de marzo de 2011 arranca el programa conducido por Gerardo López (conductor de Teleocho Noticias) denominado Sábado G en el horario de día sábado de 9:00 a 13:00, dejando de emitirse Seguí con Rebeca los días sábado.
El domingo 4 de septiembre de 2011 comienza el programa de una hora de noticias referidas al campo, Mitre y el campo-Córdoba, luego de la primera hora de «Mitre y el campo» de Mitre Buenos Aires. 2 de octubre comienza el primer programa musical de tangos De Mitre en tango en el horario de 6.00 a 8.00.

### El nacimiento de sus transmisiones deportivas
Primero, El show de Belgrano
No fue hasta el 15 de agosto de 2009, con la Copa La Voz del Interior y desde el Estadio Córdoba (Belgrano venció a Instituto por 2 a 1), que la emisora pondría al aire el primer programa con continuidad que cubriría todos los partidos que juegue de ahí en adelante Club Atlético Belgrano a través de El show de Belgrano, con los relatos de José Gabriel Carbajal. 
Un año atrás, el 18 de noviembre de 2008 (y desde el estadio La Boutique ubicado en barrio Jardín) la radio ya había realizado sus primeras transmisiones, las cuales no tenían continuidad y que únicamente cubrían los partidos del descenso y ascenso del campeonato Primera "B" Nacional en los que participaran equipos de fútbol cordobeses.
Con la suma de transmisiones de Instituto y Talleres, Todos a la cancha
En enero de 2010 con la incorporación de más periodistas deportivos, se adhieren a Mitre 810 las transmisiones de los partidos donde se involucran Talleres e Instituto logrando de esa manera la cobertura de los equipos más destacados del fútbol local de la ciudad.
Es por ello que «El show de Belgrano» adopta el nombre de «Todos a la cancha», conformando un equipo con dos relatores, uno de ellos José Gabriel Carbajal, y tres comentaristas, que hacen la puesta al aire en cada partido, de local y de visitante.
En septiembre de 2010 se levanta la tira periodística deportiva, al no poder llegar a un acuerdo entre la productora que administraba los espacios deportivos y la Radio. En ella se informaban durante dos horas noticias del fútbol, tenis y automovilismo. Principalmente se realizaban notas en vivo con jugadores, y ocasionalmente se recibían informes de colegas de LR6 Radio Mitre.

## Mitre Informa Primero
Desde el 3 de julio de 2006, el servicio informativo de Radio Mitre Córdoba cuenta con una operación propia en la ciudad de Córdoba, y desde el 17 de agosto de 2009 participa en Mía FM con las noticias más destacadas de Mitre AM Córdoba. El equipo informativo lo integran entre otros, los siguientes periodistas en la voz del MIP: Cristian Garro, Eduardo Andere y Juan Rivoira.

## Retransmisión por FM: 97.9 Córdoba
Dúplex por FM 97.9
En la actualidad Radio Mitre Córdoba emite en simultáneo su programación por AM 810 y la FM 97.9.
Historia de la FM 97.9
Desde 2007 y hasta mediados de julio de 2009, en la frecuencia que utilizaba anteriormente FM Open, 104.1 MHz, podía escucharse en Córdoba la programación de Radio Mitre, AM 790, su emisora hermana.
Para ese tiempo, dos frecuencias de Radio Mitre podían sintonizarse por frecuencia modulada: FM 97.9, que retransmitía Mitre 810; y FM 104.1, Radio Mitre de Buenos Aires.
Nelson Castro en FM 97.9 - Dúplex
El año 2009 se vio marcado por el regreso a la radiofonía argentina del periodista Nelson Castro. Fue, para consideración de los directivos de Mitre, de importante relevancia para los cordobeses, que el programa se pudiera retransmitir. Sucede que, ya no sería más por FM 104.1, pues estaría naciendo Mía FM (también del grupo Clarín), con lo cual se resolvió realizar enlaces por la FM 97.9.
El 14 de julio de 2009, tras la llegada de Mía FM 104.1 y el consecuente desplazamiento -el día anterior- de la programación de Mitre Buenos Aires en la Capital cordobesa, Mitre 810 resolvió realizar desconexiones con la AM 810, para poder así retransmitir los dos programas de Nelson Castro "De Regreso" (que iba por la tarde, a las 18:00), y al año siguiente "Primera Mañana" (cuando Castro se muda al horario de las 06:00); ambos emitidos desde Mitre Buenos Aires. Así fue que en Córdoba Capital la FM 97.9 interrumpía el dúplex con la AM 810 para emitir programación de Mitre Buenos Aires.
FM 97.9 da paso a una nueva radio, "Nova Mix", por la Ley de Medios
El 25 de marzo de 2013,nace en Córdoba Nova Mix 97.9 FM, destacada por su selección musical para un público joven, proyecto que duró muy poco. A fines de 2016 Nova dejó de emitirse en los 97.9 MHz para darle regreso al dúplex de Mitre 810. 
El Comité Federal de Radiodifusión, ahora Ente Nacional de Comunicaciones -ENACOM-, habiendo prohibido que Radio Continental en Buenos Aires pueda retransmitir su programación por FM de forma completa, tuvo repercusiones argumentando de la existencia de más de 20 radios AM y FM en el país que difundían la misma programación en una ciudad, como ocurría en Córdoba con la AM 810 y la FM 97.9, esta última retransmisora de Mitre 810.